# 3074 Попов
3074 Попов (енгл. 3074 Popov) је астероид главног астероидног појаса са средњом удаљеношћу од Сунца која износи 2,338 астрономских јединица (АЈ).
Апсолутна магнитуда астероида је 13,6.